# Campeonato Asiático de Atletismo de 2019 - Lançamento de dardo feminino
A prova do lançamento de dardo feminino do Campeonato Asiático de Atletismo de 2019 foi disputada no dia 21 de abril de 2019 no Estádio Internacional Khalifa em Doha, no Catar. 

## Recordes
Antes desta competição, os recordes mundiais e do campeonato nesta prova eram os seguintes:
|                       | Nome              | Nacionalidade | Distância | Local       | Data                   |
| --------------------- | ----------------- | ------------- | --------- | ----------- | ---------------------- |
| Recorde mundial       | Barbora Špotáková | Chéquia       | 72m 28cm  | Estugarda   | 13 de setembro de 2008 |
| Recorde do campeonato | Li Lingwei        | China         | 63m 06cm  | Bhubaneswar | 6 de julho de 2017     |
| Recorde asiático      | Lü Huihui         | China         | 67m 62cm  | Huangshi    | 13 de abril de 2019    |

Os seguintes recordes foram estabelecidos durante esta competição:
| Data        | Evento | Atleta    | Nacionalidade | Distância | Notas                 |
| ----------- | ------ | --------- | ------------- | --------- | --------------------- |
| 21 de abril | Final  | Lü Huihui | China         | 65m 83cm  | Recorde do campeonato |

## Medalhistas
| Ouro            | Prata           | Bronze             |
| Lü Huihui (CHN) | Annu Rani (IND) | Natta Nachan (THA) |

## Cronograma
Todos os horários são locais (UTC+3)
| Data        | Hora  | Evento |
| ----------- | ----- | ------ |
| 21 de abril | 18:15 | Final  |

## Resultado final
| Posição           | Atleta           | Nacionalidade | #1    | #2    | #3    | #4    | #5    | #6    | Resultado | Notas                 |
| ----------------- | ---------------- | ------------- | ----- | ----- | ----- | ----- | ----- | ----- | --------- | --------------------- |
| Medalha de ouro   | Lü Huihui        | China         | 64.92 | 65.83 | 62.37 | 59.39 | 60.70 | 62.27 | 65.83     | Recorde do campeonato |
| Medalha de prata  | Annu Rani        | Índia         | 60.22 | 58.86 | 53.91 | 56.56 | x     | 50.41 | 60.22     |                       |
| Medalha de bronze | Natta Nachan     | Tailândia     | 49.75 | 51.41 | 54.27 | 56.01 | 54.38 | 54.16 | 56.01     | Recorde pessoal       |
| 4                 | Risa Miyashita   | Japão         | 51.53 | 55.27 | 48.78 | 53.21 | 54.41 | 52.66 | 55.27     |                       |
| 5                 | Sanobar Erkinova | Uzbequistão   | 46.63 | 54.75 | 50.61 | 52.37 | 53.80 | 49.80 | 54.75     |                       |
| 6                 | Gim Gyeong-ae    | Coreia do Sul | 54.73 | 54.12 | 53.49 | 52.93 | 54.63 | 54.55 | 54.73     |                       |
| 7                 | Kumari Sharmila  | Índia         | 48.54 | 54.48 | 53.05 | x     | 53.63 | 53.85 | 54.48     |                       |
| 8                 | Li Hui-jun       | Taipé Chinesa | 44.91 | 52.93 | 49.47 | 50.34 | x     | 48.53 | 52.93     |                       |
| 9                 | Marina Saito     | Japão         | 47.16 | 51.23 | 52.40 |       |       |       | 52.40     |                       |
| 10                | Sara Al-Mannai   | Catar         |       |       |       |       |       |       | DNS       |                       |
| 10                | Liu Shiying      | China         |       |       |       |       |       |       | DNS       |                       |

Legenda
| Recorde mundial       | Recorde mundial (World record)               |                       | Recorde africano                      | Recorde africano (African) |                                           | Q | Classificado por posição (Qualified) |
| Recorde do campeonato | Recorde do campeonato (Championship record)  | Recorde da América    | Recorde da América (Americas)         | q                          | Classificado por melhor tempo (Qualified) |   |                                      |
| Melhor marca do ano   | Melhor marca do ano (World leading)          | Recorde asiático      | Recorde asiático (Asian)              | DNS                        | Não largou (Did not start)                |   |                                      |
| Recorde nacional      | Recorde nacional (National record)           | Recorde europeu       | Recorde europeu (European)            | DNF                        | Não terminou (Did not finish)             |   |                                      |
| Recorde pessoal       | Recorde pessoal do atleta (Personal best)    | Recorde da Oceania    | Recorde da Oceania (Oceania)          | DSQ / DQ                   | Desclassificado (Disqualified)            |   |                                      |
| Recorde da temporada  | Recorde da temporada do atleta (Season best) | Recorde sul-americano | Recorde sul-americano (South America) | NM                         | Sem marca (No mark)                       |   |                                      |